# Kryštof Richard z Thun-Hohensteinu
Kryštof Richard z Thun-Hohensteinu počeštěně z Thun-Hohenštejna (německy Christoph Richard Thun-Hohenstein, 1616 – 1667) byl český šlechtic.

## Život
Narodil se jako syn Herkula z Castell-Thunu.
V mládí byl předurčen pro duchovní dráhu, stal se nejprve kanovníkem v Tridentu. Jelikož však měl jeho starší bratr Wolfgang Dětřich († koncem května 1642) se svou manželkou Markétou Thunovou kromě jedné dcery Eufémie dva syny, Františka Augustina a Zikmunda Alfonse, z nichž druhý nastoupil na biskupský stolec v Tridentu, a první, ač ženatý s Uršulou hraběnkou z Arco, zemřel bez potomků, byl Kryštof Richard povolán ke správě rodového majetku. Jelikož byl stále klerikem, musel nejprve vystoupit z duchovního stavu, aby se mohl oženit a předejít tak vyhasnutí rodové linie Castell-Thun.
Tři z jeho potomků se pak stali církevními knížaty, dva biskupové tridentští a jeden biskup pasovský.